# Ps (Unix)

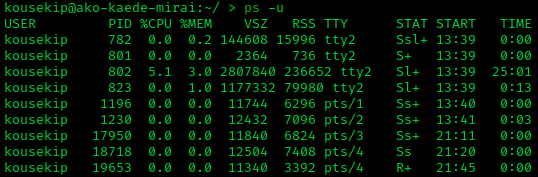
Terminal mostrando a saída produzida pelo ps

ps é um comando do sistema operacional Unix e outros semelhantes utilizado para mostrar os processos em execução.
Várias opções de linha de comando são oferecidas ao usuário do aplicativo, porém o uso mais comum dele é:
```
ps -ef
```

que lista todos os processos do sistema e todas as informações disponíveis.
Um outro comando muito utilizado para verificar os processos em execução é o top, preferido quando é necessário observar o tempo de processamento e quantidade de memória que cada processo está utilizando.
O comando ps também é combinado através de um pipe com o comando grep para reduzir o tamanho da saída oferecida pelo programa e facilitar a visualização, como neste exemplo:
```
tux ~ # ps -A | grep firefox-bin
11778 ?        02:40:08 firefox-bin
11779 ?        00:00:00 firefox-bin
```

Neste caso a saída do programa consiste apenas nas linhas em que o nome do processo firefox-bin aparece. Útil para verificar se existe um determinado processo em execução e qual é o seu pid.